# Estrela do Mar Esporte Clube
El Estrela do Mar Esporte Clube fue un equipo de fútbol de Brasil que jugó en el Campeonato Brasileño de Serie A, la primera división de fútbol en el país.

## Historia
Fue fundado el 6 de mayo de 1953 en el municipio de Joao Pessoa, capital del estado de Paraíba tras la fusión de la Congregación Mariana con la Cruzada, dos congregaciones religiosas del convento San José, y el nombre del club era por una revista religiosa que circulaba en esa época y los colores del club eran azul, celeste y blanco por la Virgen María, aunque en los años 1960 lo cambiaron por rojo y blanco.
En 1956 participa en los torneos aficionados del estado de Paraíba, ganando el campeonato de ese año de manera invicta, y un año después participa por primera vez en el Campeonato Paraibano, llegando a la final en 1958 y consiguiendo el título estatal en 1959 y la copa estatal.
Al año siguiente participa por primera y única vez en el Campeonato Brasileño de Serie A, denominada Taça do Brasil, donde fue eliminado en la primera ronda por el ABC Futebol Clube del estado de Río Grande del Norte luego de ganar 2-1 el partido de ida y perder 1-5 el de vuelta y con el mismo marcador en el partido de desempate. Posteriormente el club fue un equipo yo-yo que pasaba entre la primera y segunda división estatal, y su última participación como equipo profesional fue en 1970 y oficialmente desaparece en 2003 como equipo aficionado.
En 2012 fue fundado la Associaçao Recreativa dos Filhos da Cuzada, quien se considera la reencarnación del club ya que fue formada por exmilitantes del Estrela do Mar.

## Palmarés
- Campeonato Paraibano: 1

1959
- Campeonato Paraibano Aficionado: 1

1956
- Copa Paraíba: 1[2]

1959
- Campeonato Paraibano de Segunda División: 4[3]

1962, 1964, 1966, 1967

## Jugadores
El club fue más conocido por ser de una buena formación de jugadores que incluso formaron parte de la selección nacional, entre los cuales figuraban:
- Mazinho[4]
- Douglas Santos[5][6][7][8]